# 曾伟 (1962年)
曾伟（1962年12月26日—）祖籍四川省，1983年毕业于西南农学院，然后进入中国建设部。之后被调入四川省委任职，从事农村工作。1988年，辞职到海南，先后在海南省政府、省人民银行工作，后担任中国招商银行总行长助理。1995年成立棕榈泉控股有限公司，在北京、重庆、深圳和三亚等地建造高档休闲房地产业务，投资80亿元。2006年，他联手凤凰卫视老总刘长乐拿下“京城第一烂尾楼”瑞城中心再次引起市场关注。后因在香港犯事并弃保潜逃被香港廉政公署通缉，并于2014年1月27日在太平洋塞班岛入境美国时被美国国土安全部探员拘捕。